# Peltuinum
Koordinaten: 42° 17′ N, 13° 37′ O

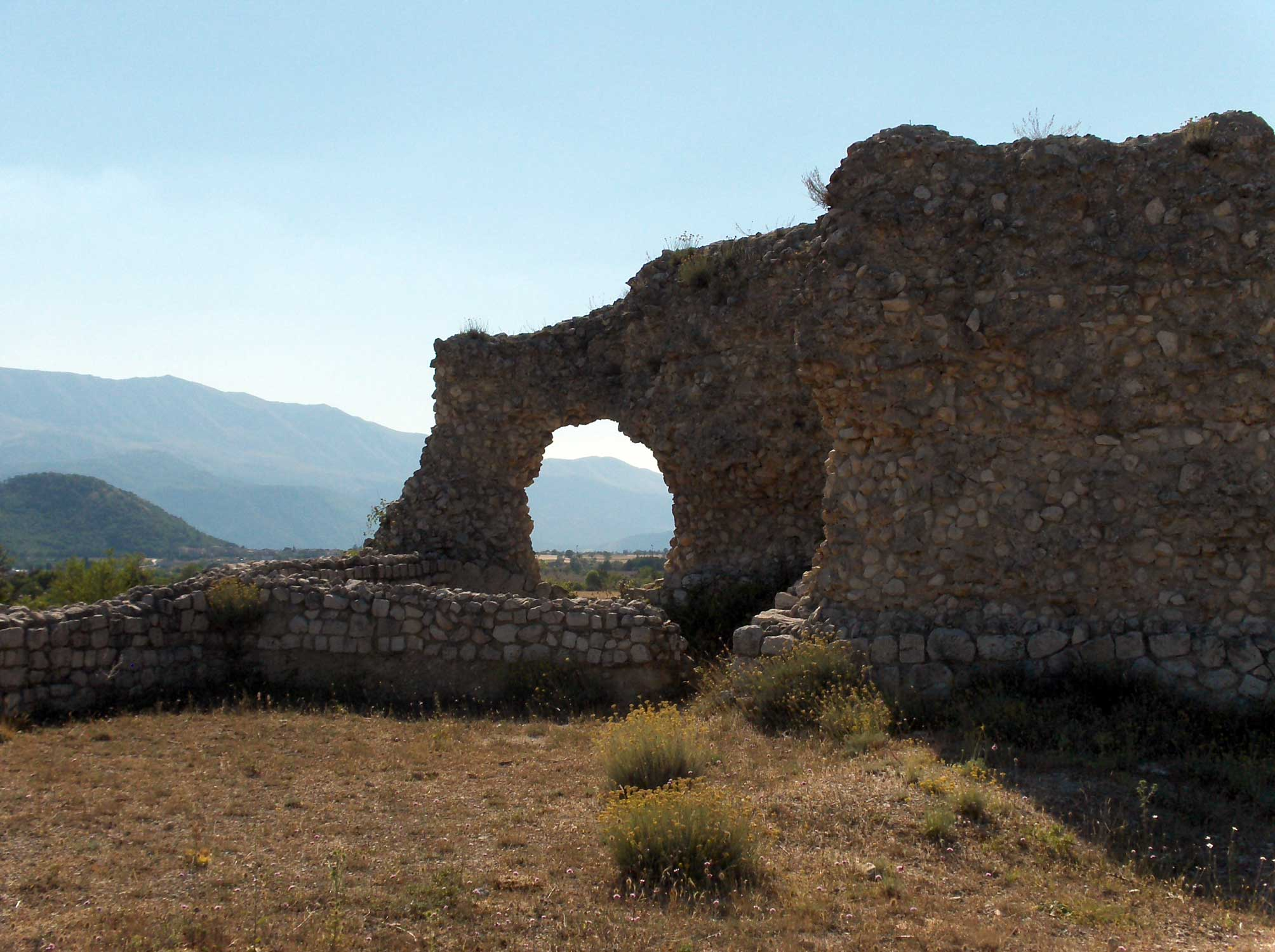
Peltuinum

Peltuinum war eine antike Stadt in Italien im Gemeindegebiet von Prata d’Ansidonia, etwa 20 km östlich der Stadt L’Aquila.
Die Bewohner der Stadt gehörten zu den Vestinern. In römischer Zeit war Peltuinum ein Municipium, das an der Via Claudia Nova lag und zur 4. augusteischen Region gehörte.
Die Mauer der Stadt umschloss eine Fläche von etwa 22 ha. Heute noch sichtbar sind die Überreste der Stadtmauer, eines Stadttors, des Amphitheaters, eines Theaters und eines vermutlich Apollo geweihten Tempels.
Aus Peltuinum stammte der Senator und Feldherr Gnaeus Domitius Corbulo.